# 康景花園

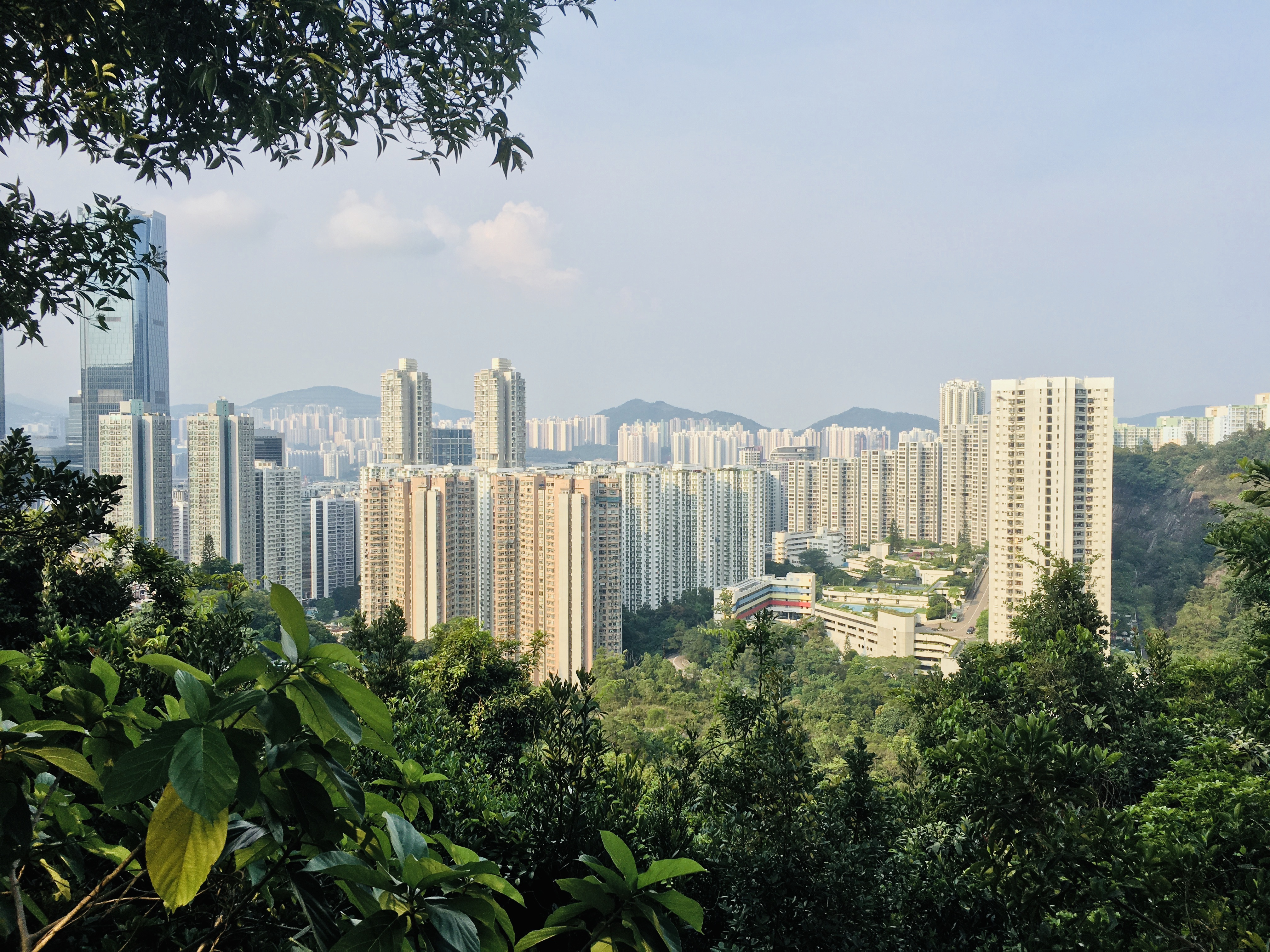
從柏架山道俯瞰康景花園（左二粉紅色樓宇）

康景花園（英語：Mt. Parker Lodge），是一個在港島東的私人屋苑，由恆基兆業及恆隆地產發展，由關吳黃建築師事務所設計。康景花園位於鰂魚涌英皇道1030號以南、基利路南豐新邨以西及大潭郊野公園以東的內街，鄰近東面還有其他大型屋苑太古城及康怡花園等。康景花園在1989年建成，分A至E座，共有5幢，單位建築面積約在500至1000方呎。由於已經成立業主立案法團，因此屋苑管理現時由ISS集團旗下的置邦物業管理負責。

## 歷史
康景花園地盤前身是太古三號鰂魚涌水塘。

## 設施
- 兒童遊樂場
- 游泳池
- 專線小巴
- 的士站
- 順便智能櫃
- 乾衣房

## 外部連結
- 香港島東的康景花園地圖 （页面存档备份，存于）